# لاوینگ (فیلم ۲۰۱۶)
لاوینگ (انگلیسی: Loving) یک فیلم درام به کارگردانی و نویسندگی جف نیکولز است که در سال ۲۰۱۶ منتشر شد. نام این فیلم به شخصیت اصلی داستان یعنی ریچارد لاوینگ نیز اشاره دارد.
روث نگا بازیگر ایرلندی اتیوپیایی در این اثر که براساس داستانی واقعی ساخته شده، نقش همسر جوئل اجرتون را بازی می‌کند. این دو در دهه ۱۹۵۰ به جرم ازدواج با یکدیگر از ویرجینیا تبعید شدند.